# Mike Leigh
Mike Leigh (Broughton, 1943. február 20.– ) háromszoros BAFTA-díjas brit filmrendező, forgatókönyvíró.

## Pályafutása
Szülei: Dr. Alfred Abraham és Phyllison Pauline Leigh. Eredetileg színésznek készült, a London's Royal Academy színművészeti szakára járt. De hamarosan a rendezés és az írás felé veti a sors, így következő iskolája a London Film School. Karrierjét színpadon kezdte, két legismertebb munkájával: The Box Play és Bleak Moments („Ólmos percek”). A következő műve egy dráma volt, mely bár nagy elismerésnek örvendett a kritikusok körében, nem vált széles körben elismertté. Ezután több tévés produkció rendezőjeként tevékenykedett.
Első igazi sikerét az 1989-ben bemutatott Vérmes remények című komédiájával érte el, de a nagy áttörés még mindig váratott magára. Ez végül 1993-ban történt meg a Mezítelenül című drámájával, melyért a Cannes-i Filmfesztiválon elnyeri a legjobb rendező díját. Következő filmje, a Titkok és hazugságok (1996) még nagyobb siker lett, több díjat is sikerült elvinnie. A Két angol lány (1997) című filmje viszont már nem kapott ilyen jó fogadtatást. 1999-ben tér vissza a Tingli-tangli című filmmel, mely gyorsan a közönség kedvence lett. A Minden vagy semmi (2020) című drámáját elismeréssel fogadták. A Vera Drake (2004) is nagyon jó kritikákat kapott.
Az Abigail bulija című filmjének színpadi adaptációját a budapesti Katona József Színház mutatta be 2015. január 16-án.

## Magánélete
1973-ban feleségül vette Alison Steadmant. Két gyermekük született, Toby és Leo. 2001-ban elvált feleségétől.

## Jelentős filmjei

### Rendezőként
- Another Year (2010)
- Happy-Go-Lucky (Hajrá boldogság!, 2008)
- Vera Drake (2004)
- All or Nothing (Minden vagy semmi, 2002)
- Topsy-Turvy (Tingli-tangli, 1999)
- Career Girls (Két angol lány, 1997)
- Secrets & Lies (Titkok és hazugságok, 1996)
- Naked (Mezítelenül, 1993)
- Life Is Sweet (Az élet oly édes, 1991)
- High Hopes (Vérmes remények, 1989)
- Four Days in July (Négy nap júliusban, 1984)
- Home Sweet Home (Otthon, édes otthon, 1982)
- Grown Ups (1980)
- Who's Who (1978)
- Abigail's Party (Abigél bulija, 1977)
- Kiss of Death (A halál csókja, 1977)
- Nuts in May (1976)
- Hard Labour (1973)
- Bleak Moments (Ólmos percek, 1971)

### Forgatókönyvíróként
- Vera Drake (2004)
- All or Nothing (Minden vagy semmi, 2002)
- Topsy-Turvy (Tingli-tangli, 1999)
- Career Girls (Két angol lány, 1997)
- Life Is Sweet (Az élet oly édes, 1991)
- Grown Ups (1980)
- Who's Who (1978)
- Abigail's Party (Abigél bulija, 1977)
- Bleak Moments (Ólmos percek, 1971)